# 沙烏地阿拉伯交通
沙烏地阿拉伯長期在石油工業中獲取油元，得到龐大的收益，這些獲益令該國能夠興修包括交通網絡在內的基礎建設。目前，沙烏地阿拉伯有多樣化的交通運輸樣式，例如鐵路、公路、空運、海運等。

## 公路

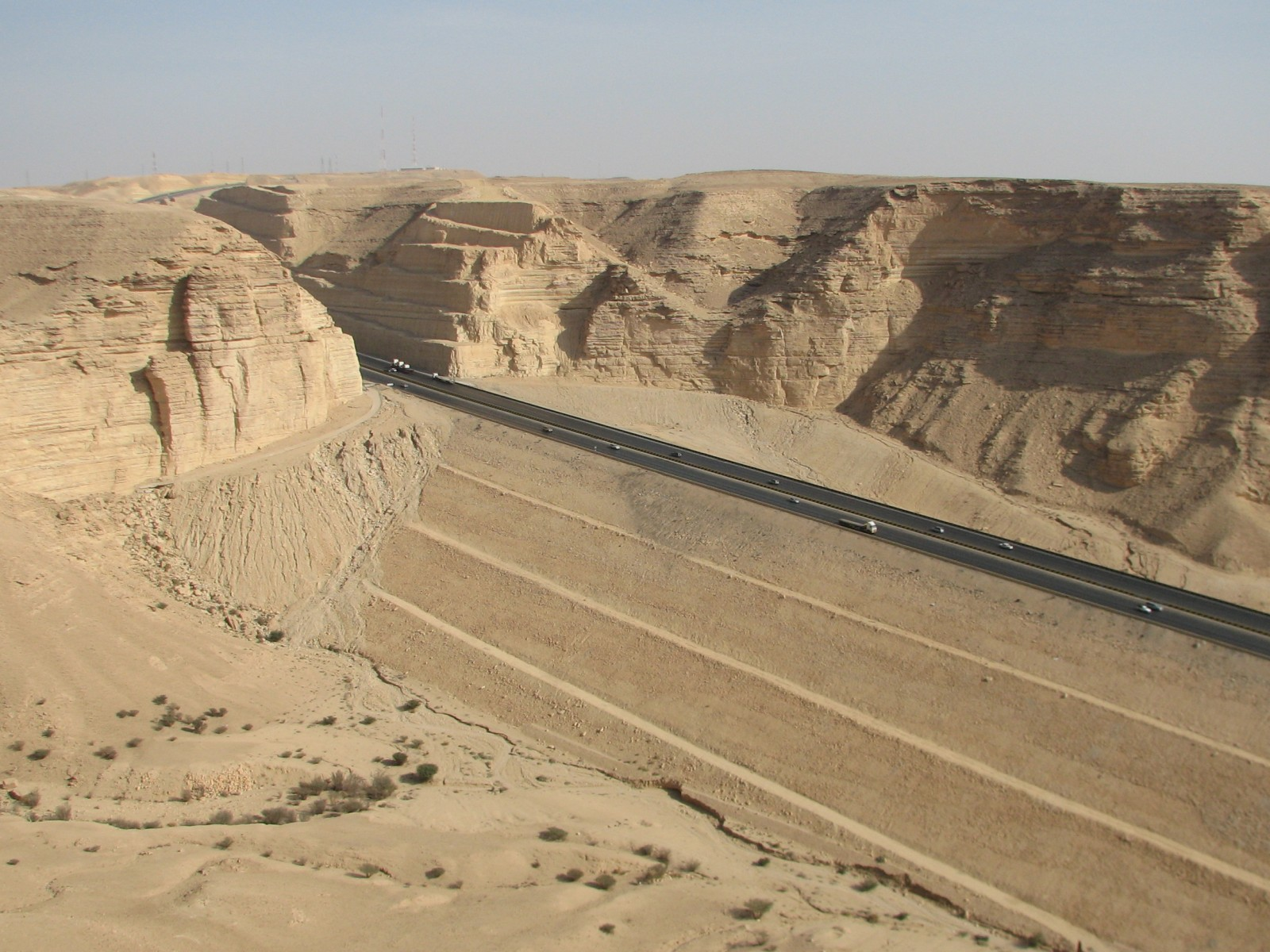
利雅德－麥加間的道路，攝於2006年11月

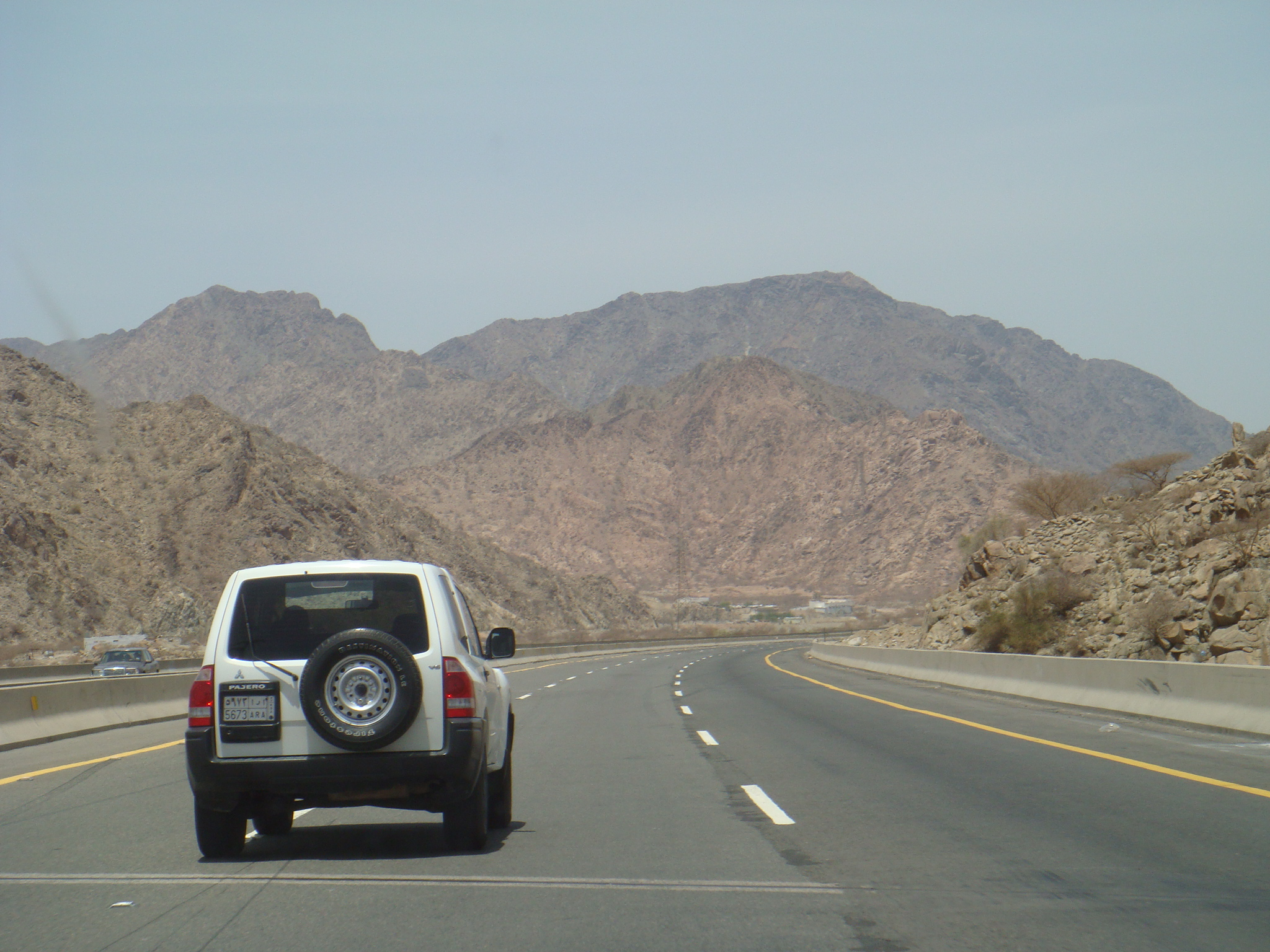
高速公路60號通過塔伊夫附近的希賈茲山脈

沙烏地阿拉伯公路長達221,372公里，但鋪設柏油路面的部分僅有47,529公里，其中高速公路的部分亦只有3,891公里的長度。沙烏地阿拉伯的道路寬度差距很大，有些寬達八線道；而在鄉村地區，可能就只有雙向。大多數高速公路從沙烏地阿拉伯首都利雅德向外延伸，由於位於炎熱的地區，所以道路不僅要能夠抵擋高溫，也要避免將強烈的陽光反射到駕駛者的視線；另一部份的高速公路計畫為連接海岸之間的城市，雖然不若首都的高速公路規模，但沙烏地阿拉伯仍努力建造這些高速公路。在2003年10月，一群汽車愛好者開車跋涉2000公里，目標就是為了尋找最好駕駛的道路，最終發現吉達－塔伊夫之間的高速公路是最優良的高速公路，並稱之為汽車的極樂世界。
除此之外，沙烏地阿拉伯也鼓勵人民藉由公路做為交通運輸的主力，肇因於沙烏地阿拉伯擁有全世界最低廉的油價，每加侖的汽油大概僅要價0.48美元。
以下列出沙烏地阿拉伯一些重要的城際高速公路
- 达曼 - 阿布哈德里亚 - 拉斯坦努拉高速公路 (257公里)
- 海拜爾 - 歐拉高速公路 (175公里)
- 麥加 - 麦地那高速公路 (421公里)
- 利雅德 - 达曼高速公路 (383公里)
- 利雅德 - 蘇達爾 - 盖西姆省高速公路 (317公里)
- 利雅德 - 塔伊夫高速公路 (750公里)
- 塔伊夫 - 艾卜哈 - 吉贊高速公路 (750公里)
- 麦地那 - 塔布克高速公路 (680公里)
- 吉達 - 利斯 - 吉贊高速公路 (775公里)
- 吉達 - 麥加高速公路 (80公里)

## 鐵路

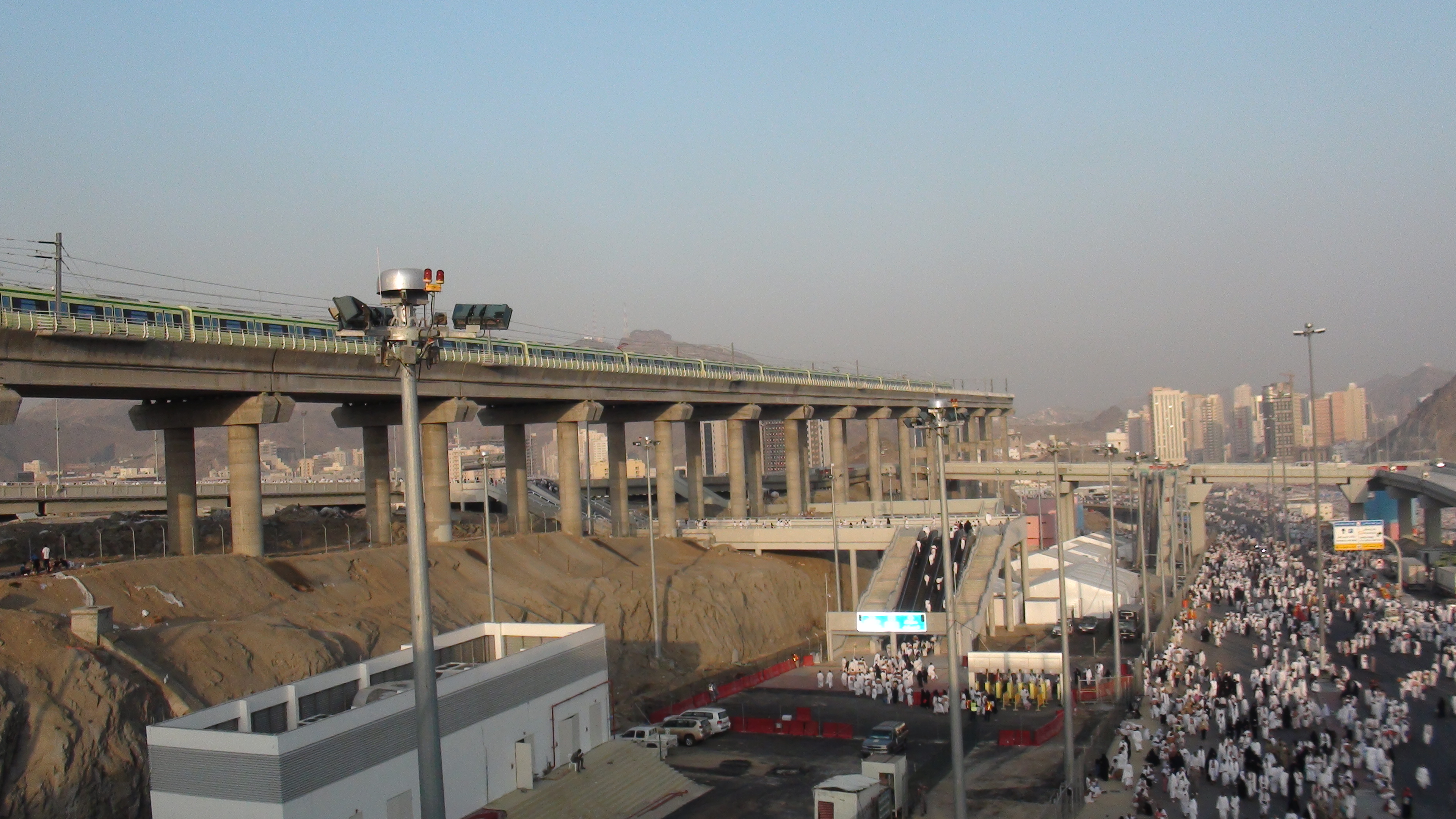
麥加輕軌鐵路

由於沙烏地阿拉伯過度依賴陸運與空運，鐵路方面的投資相對較少，不過目前的哈拉曼高速鐵路計畫已於2018年10月11日通車，將連結麥加、吉达與麥地那等城市，理論速度可達320公里/小時，營運速度約為300公里/小時。另一項麦加捷运則是在麥加城市裡的一條長約18公里的輕軌，營運始於2010年。截至2014年，沙烏地阿拉伯鐵路總長1,378公里，全都是1.435公尺軌距的標準軌，鐵路長度位居世界第81位。

## 海運
沙烏地阿拉伯擁有許多良好的港口，主要用於運輸石油產品，沙烏地阿拉伯港務局負責海運這方面的業務，以下列出主要的港口：
- 靠近波斯灣一側：达曼具有1,492,315的貨櫃量，為波斯灣測最大的港口[1]、朱拜勒 (沙烏地阿拉伯)、拉斯坦努拉、海夫吉、阿可賀巴
- 靠近紅海一側：吉达每年有4,010,448的貨櫃量，為沙烏地阿拉伯全國最大港口[1]、延布、利斯、杜巴、拉比格、吉贊、法拉桑群島

## 空運
截至2013年，沙烏地阿拉伯具有82座鋪設跑道的機場與132座未鋪設跑道的機場，共計214座機場，跑道超過3047公尺的有七座，介於2348~3047公尺之間的則有23座之多。另外有10座直昇機專屬機場。

## 管路運輸
沙烏地阿拉伯國內的管線數量相當多，管線種類也相當多元化，其中冷凝管線長達209公里；天然氣管線更有2940公里、液化石油氣則有1183公里；最長的原油管線有5117公里；而提煉後的汽油成品管線有1151公里長。